# Joseph Bodin de Boismortier
Joseph Bodin de Boismortier (23. prosince 1689 – 28. října 1755) byl francouzský barokní skladatel instrumentální hudby, kantát, opéra-baletů a vokální hudby. Boismortier byl jedním z prvních skladatelů, kteří neměli žádného mecenáše: když v roce 1724 získal královskou licenci na vydávání hudby, vydělal velký majetek zveřejňováním své hudby k prodeji.

## Život
Rodina Boismortierů se přestěhovala z rodiště skladatele v Thionville v Lotrinsku do Met, kde Boismortier získal hudební vzdělání od Josepha Valette de Montignyho, známého skladatele motetů. Rodina Boismortierů pak následovala Montignyho a v roce 1713 se přestěhovala do Perpignanu, kde Boismortier našel zaměstnání celníka.
Boismortier si vzal Marii Valetteovou, dceru bohatého zlatníka a příbuznou jeho učitele Montignyho. V roce 1724 se Boismortier a jeho manželka přestěhovali do Paříže, kde Boismortier zahájil úspěšnou skladatelskou kariéru a psal pro mnoho různých nástrojů i vokální hudbu. Byl plodný: jeho první skladby vyšly v Paříži v roce 1724 a do roku 1747 vydal více než sto opusů v různých vokálních a instrumentálních kombinacích. Jeho hudba, zejména vokální, byla nesmírně populární a umožnila mu zbohatnout bez pomoci mecenášů.
Boismortier byl prvním francouzským skladatelem, který použil italskou formu koncertu ve svých šesti koncertech pro pět fléten op. 15. (1727). Napsal také první francouzský sólový instrumentální koncert, a to pro violoncello, violu nebo fagot (1729). Značná část jeho hudby je psána pro flétnu; také napsal školu hry na flétnu, nyní ztracenou. Bodin de Boismortier byl během svého života také známý svou roztržitou a bloudící myslí, což mu často vadilo při dirigování vlastních děl.
Jeho šest sonát pro flétnu a cembalo op. 91, poprvé publikovaných v Paříži v roce 1742, bylo vytištěno s věnováním slavnému francouzskému flétnistovi a skladateli Michelovi Blavetovi (1700–1768). Dnes jsou pravděpodobně jeho nejoblíbenějšími opusy, protože skutečně ukazují Boismortiera v jeho nejkreativnější a nejpůvabnější poloze. Pozoruhodná skladba, která se stále často hraje, je také Deuxieme serenade ou simphonie .
Boismortier zemřel v Roissy-en-Brie, kde byl na svou žádost pohřben v kostele Eglise Saint Germain. Jeho dcerou byla dramatička a romanopiskyně Suzanne Bodinová de Boismortier. Velký životopis od Stephana Perreaua vyšel pod názvem Joseph Bodin de Boismortier ve Francii v roce 2001.